# Cratere Quetelet
Quetelet è un cratere lunare di 54,77 km situato nella parte nord-orientale della faccia nascosta della Luna.
È intitolato all'astronomo e statistico belga Adolphe Quetelet (1796-1874).